# Gryllus Dorka
Gryllus Dorka (Budapest, 1972. december 26. –) magyar színésznő.

## Életpályája
Apja Gryllus Dániel, a Kaláka együttes vezetője; édesanyja Kőváry Katalin Jászai Mari-díjas rendező. 1990–95 között az Ef Zámbó Happy Dead Bandben énekelt, mindemellett 1993–94-ben Tereskovával együtt is fellépett. A Színház- és Filmművészeti Főiskolán 1998-ban szerzett diplomát Benedek Miklós osztályában. A Vígszínházban volt szakmai gyakorlaton 1996–98 között. A főiskola elvégzése után, 1998-tól a kaposvári Csiky Gergely Színház tagja. 2001-ben közreműködött édesapja, Gryllus Dániel Családi kör című lemezén. 2003-ban a Dallas-Pashamende című film forgatása miatt fel kellett mondania a társulatnál, mivel a színház nem akarta elengedni filmezni. Azóta szabadúszó, jelentős időt tölt Németországban. Már korábban is dolgozott Rolf Schübel német rendezővel, aki többször felvetette, hogy próbálja meg a németországi karriert. Ehhez a végső lökést a színházi szerződésbontás és Geszti Pétertől való válása adta, amit súlyosbított a honi bulvársajtó túlzó érdeklődése is.
2010-ben Arany Medál díjat kapott a Látogatás című filmben nyújtott alakításáért.

## Színpadi szerepei
A Színházi Adattárban bejegyzett bemutatóinak száma: 35.
- Arthur Miller: A salemi boszorkányok ... Abigail Williams
- Ayckbourn: Mese habbal ... Ginny
- Bulgakov: Kutyaszív ... Zina
- Carlo Goldoni: Nyaralás ... Giacinta
- Corenille: Szemfényvesztés ... Isabelle
- Dés László: A dzsungel könyve ... Túna
- Edmond Rostand: Cyrano de Bergerac ... Roxane
- Esterházy Péter: Egy nő
- Euripidész–Seneca–Racine–Graves: A Phaedra-story ... fiatal lány
- Gombrowicz: Operett ... Albertinka
- Henrik Ibsen: Nóra ... Helén
- Jaroslav Hašek: Svejk ... hölgyutas; cseléd Kákonyinénál
- Kander-Ebb: Kabaré ... Sally Bowles
- Kleist: A Heilbronni Katica avagy a tűzpróba ... Thurneck Kunigunda
- Lev Nyikolajevics Tolsztoj: Anna Karenina ... a címszereplő
- Loewe: My fair lady ... Eliza Doolittle
- Ludwig: Káprázatos hölgyek, vagy amit akartok ... Kate
- Marivaux: Véletlen és szerelem játéka ... Silvia
- Mácsai Pál-Guelmino Sándor: Mi újság, múlt század?
- Molière: A mizantróp ... Célimène
- Molière: Don Juan ... Sári
- Molière: George Dandin ... Claudine; Clodine
- Molnár Péter: Keresők
- Móricz Zsigmond: Rokonok ... Szentkálnay Magdaléna
- Osztrovszkij: Erdő ... Akszjusa
- Papazov: A három tökfej ... rút lány
- Scheib: Mars cím nélkül ... Doreen
- Spiró György: Dobardan ... a menekülttábor lakója
- Srilbjanovic: Családtörténetek ... Belgrád ... Nagyesda
- Tremblay: Sógornők ... Ginette Ménard
- Wedekind: Keith márki ... Molly Griesinger
- Weingarten: Hó
- Zorin: Varsói melódia

## Filmjei

### Játékfilmek
- Angst (1995)
- U.F.O. (1995)
- Érzékek iskolája (1996)
- Csajok (1996)
- Honfoglalás (1996)
- Romana kris – Cigánytörvény (1997)
- Légyfogó (1998)
- Európa expressz (1999)
- Kalózok (1999)
- Én, Rippl Rónai József (1999)
- Szomorú vasárnap (1999)
- El Nino – A kisded (2000)
- Tiszta lap (2002)
- Szökés Budára (2002)
- Mix (2004)
- Nyócker! (2004)
- Dallas Pashamende (2004)
- Az igazi Mikulás (2005)
- Irina Palm (2006)
- A harag napja (2006)
- Berlin Budapest (2006)
- Zuhanórepülés (2007)
- Nyugalom (2008)
- A világ nagy és a megváltás a sarkon ólálkodik (2008)
- Csontdaráló (2009)
- Látogatás (2009)
- Igazából apa (2010)
- Víkend (2013)
- Félvilág (2015)
- Brazilok (2017)
- A hentes, a kurva és a félszemű (2018)
- SAS: Vonatrablás a Csatorna-alagútban (2021)
- Ázott kutya (2021)
- Landkrimi: Steirerschuld (2023)
- Véletlenül írtam egy könyvet (2024)
- Fremmed: Det forste opgor (2025)
- Itt érzem magam otthon (2025)

### Tévéfilmek/Tévésorozatok
- Kutyakomédiák (1992)
- Istálló (1995)
- Rögtön jövök /sorozat/ 2 epizód (1999)
- Családi album /sorozat/ 1 epizód (1999)
- Perzselő szenvedélyek /német sorozat/ 9 rész (2005)
- Tetthely /német sorozat/ 6 epizód (2009–19)
- Cobra 11 /német sorozat/ 2 epizód (2011–14)
- Mindenből egy van /sorozat/ 1 epizód (2012)
- En passant /rövidfilm/ (2015)
- Félvilág /tévéfilm/ (2015)
- Der Staatsanwalt /sorozat/ 6 epizód (2014-18)
- Válótársak /sorozat/ 2 epizód (2016)
- Honigfrauen /sorozat/ 1 epizód (2017)
- Tod im Internat /sorozat/ 1 epizód (2018)
- Ein starkes Team /sorozat/ 1 epizód (2018)
- CopStories /sorozat/ 3 epizód (2018)
- Ízig-vérig /sorozat/ főszereplő (2019)
- Apatigris (2020)
- KZ 2020 /rövidfilm/ (2020)
- Agapé /rövidfilm/ (2020)
- München Mord /német sorozat/ 1 epizód (2020)
- Reiterhof Wildenstein /német sorozat/ 1 epizód (2020)
- Zuniverzum - Jelenetek egy szerelemből /rövidfilm/ (2020)
- Baptiste /német sorozat/ 6 epizód (2021)
- SOKO Köln /német sorozat/ 1 epizód (2022)
- Dunai Zsaruk /sorozat/ 1 epizód (2023)
- Die Spaltung der Welt /sorozat/ 2 epizód (2024)
- A hegyi doktor - Újra rendel /sorozat/ 1 epizód (2025)

### Reality
- Celebcella (2022)

## CD-k, hangoskönyvek
- Julia Donaldson–Axel Scheffler: A graffaló + 6 másik mese

## Díjai
- 2005 – a Dallas Pashamende () filmben nyújtott alakításáért a legjobb színésznőnek járó Ezüst Nyílvessző-díjat nyerte Szocsiban rendezett 11. „Faces of Love” Filmfesztiválon.
- 2010 – Arany Medál díj – Az év színésznője közönségdíj
- 2011 – az Osztrák Filmakadémián jelölték „legjobb női színésznő” díjra a Látogatásban nyújtott alakításáért.